# Kunst+Bau

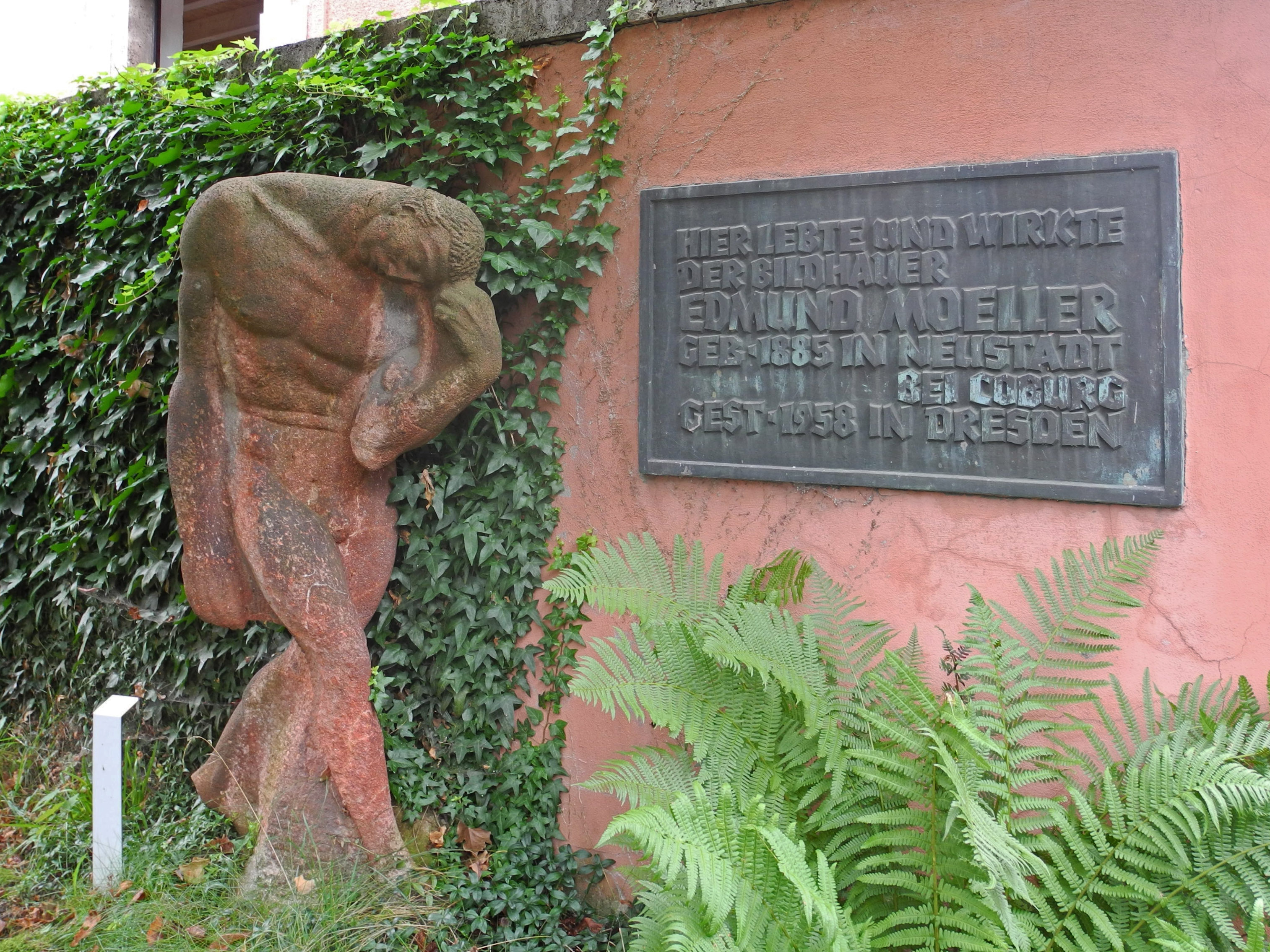
Eingang zum Atelierhaus und Skulpturengarten der Akademie Kunst+Bau

Die Freie Akademie Kunst + Bau e. V. wurde im Jahre 2001 gegründet und hat ihren Sitz im ehemaligen Wohn- und Atelierhaus des Bildhauers Edmund Moeller in Dresden, Gostritzer Str. 10. Hier befinden sich auch das Archiv für baugebundene Kunst und ein Skulpturenpark im Garten.
Folgende Kunstwerke sind im Garten aufgestellt:
1. Silen, Edmund Moeller, 1911
2. Gebeugter, Edmund Moeller, undatiert
3. Depression, Edmund Moeller, 1924
4. Beethoven, Edmund Moeller, 1931
5. Die Befreiung, Edmund Moeller, 1924
6. Kugelstoßer, Edmund Moeller, 1926
7. Wettlauf, Edmund Moeller, 1927
8. Paar, Edmund Moeller, undatiert
9. Richard Wagner, Edmund Moeller, 1931
10. Carl Hauptmann, Edmund Moeller, 1915
11. Große Liegende, Egmar Ponndorf, 1983
12. Johann Sebastian Bach, Edmund Moeller, 1931
13. Das Echo, Edmund Moeller, 1919
14. Mutterliebe, Edmund Moeller, 1920
15. Die Fußballer, Edmund Moeller, 1922
16. Relief: Die Geschichte der Arbeiterklasse, Rudolf Sitte, 1969
17. Liebespaar, Edmund Moeller, undatiert
18. Zwei Kameraden, Edmund Moeller, undatiert
19. Faltung, Friedrich Kracht, 2006
20. Paar, Edmund Moeller, undatiert
21. Keramikformstein, Friedrich Kracht, Karl-Heinz Adler, 1983
22. serielle Betonformsteinwand, Friedrich Kracht, Karl-Heinz Adler, 1982
23. Formsteine, Vinzenz Wanitschke, Johannes Peschel, Egmar Ponndorf, 60er Jahre
24. Keramikformsteinwand, Rudolf Sitte, 1971
25. Stuhl, Keramik, Rudolf Sitte, 1996
26. Formsteine, Vinzenz Wanitschke,
27. Erinnerung an Leben II, Vinzenz Wanitschke, 1997
28. Wegzeichen, Janina Kracht, 2011
29. Bedrängnis, Johannes Peschel, 1978
30. Liegende Lesende, Johannes Peschel, 1968

Mitglied der Freien Akademie sind zurzeit die folgenden Künstler:
1. Janina Kracht, Malerin
2. Jakoba Kracht-Rehn, Objektgestaltung
3. Konstanze Werner, Klavierpädagogin
4. Fritz Wolf, Maler
5. Siri Holotiuk, Malerin

Zum „Tag des Offenen Denkmals“  und zum Tag der Offene Gartenpforte sind Atelierhaus und Garten öffentlich zugänglich.